# Галльштаттська культура
Галльшта́ттська культу́ра — панівна археологічна культура Західної та Центральної Європи пізньої бронзової доби (Гальштат A, Гальштат B) з XII по VIII століття до н. е. та ранньої залізної доби Європи (Гальштат C, Гальштат D) з VIII по VI ст. до н.е., що розвивається з культури полів поховальних урн з XII століття до н. е. (пізня бронзова доба), за якою на більшій частині її території слідує латенська культура. Гальштаттську культуру зазвичай асоціюють з пракельтськомовними народами.
Названа на честь свого типового поселення, Галльштатт, селища на березі озера в австрійському Зальцкаммергуті на південний схід від Зальцбурга, де була багата соляна шахта, і відомо близько 1300 поховань, багато з яких містять чудові артефакти. Матеріали з Гальштату були класифіковані на чотири періоди, позначені як «Гальштат від A» до «D».  Гальштат A і B вважаються періодом пізньої бронзи, а терміни, що використовуються для ширших територій, наприклад «гальштатська культура», «період», «стиль» тощо, стосуються Гальштату C і D залізної доби.
До VI століття до н. е. вона розширилася і охопила широкі території, поділяючись на дві зони, східну та західну, та охоплювала більшу частину Західної та Центральної Європи аж до Альп і поширювалися також на північну Італію, Британію та Іберію.
Культура була заснована на землеробстві, але обробка металу була значно розвиненою, і до кінця періоду далека торгівля в межах області та середземноморських культур була економічно важливою. 
Соціальні відмінності ставали все більш важливими, з’являлися елітні класи вождів і воїнів, і, можливо, тих, хто володів іншими навичками. Вважається, що суспільство було організоване на племінній основі, хоча про це відомо дуже мало. 
Розмір поселення був загалом невеликим, хоча деякі з найбільших поселень, як-от Гойнебург на півдні Німеччини , за сучасними стандартами були радше містами, ніж селами. 
Однак наприкінці періоду вони, ймовірно, були знищені або залишені. 

## Поширення
Можна виділити дві основні області поширення Галльштаттської культури:
- східну (сучасна Австрія, Югославія, Албанія, почасти Чехія та Словаччина), яка збігається з територією розселення племен, яких відносять до древніх іллірійців, і
- західну (південні частини Німеччини, прирейнські департаменти Франції), де її зв'язують із племенами кельтів[5].

Галльштаттська культура відома також:
- у східній частині долини річки По в Італії,
- в Угорщині і частині Західної України існував місцевий варіант — Ґава-голіградська культура, що найімовірніше належала фракійцям.

## Носії культури
В етнічному відношенні гальштатська культура вважається культурою різних народів:
- індоєвропейських іллірійців — в колишній Югославії;
- ретів і нориків — у Східних Альпах Австрії;
- паннонійців — в Угорщині;
- кельтів — в Чехії, Словаччині, Франції і Німеччині;
- фракійців — в Румунії, Болгарії і Україні.[6]

## Суспільство
У племен цієї культури відбувався розклад патріархально-родових відносин і перехід до класового суспільства. Перехід від бронзи до заліза відбувався поступово, причому на початковій стадії Галльштаттської культури (900—700 до н.е) мало місце співіснування бронзових і залізних знарядь при усе більшій перевазі останніх.
У суспільних відносинах відбувалися розпад роду і перехід до відносин класового суспільства.

## Господарство
У господарстві усе більшого значення набувало землеробство. Розповсюдився плуг.
Основне заняття носіїв цієї культури — мотичне землеробство (в середині 1-го тисячоліття до н. е. стало орним) і скотарство. Займалися і гончарством, видобуванням солі, міді й заліза, торгівлею.

## Поселення

Розріз Галльштаттської соляної копальні

Для них найбільш характерними були слабо укріплені поселення. Відомі й пальові поселення. Найбільш розповсюджений тип поселення — слабко укріплене село з правильним плануванням вулиць.
Добре досліджені соляні шахти, мідні рудники, залізоплавильні майстерні і кузні.

## Житла
Житла були наземні й напівземлянкові. Житла Галльштаттської культури — дерев'яні стовпові будинки, а також напівземлянки і пальові будівлі.

## Культура в Україні
На теренах України речі, характерні для Галльштаттської культури трапляються в пам'ятках X-V ст. до н. е. (Михалківський скарб, Магала та ін.).

## Поховання
Для кожного з цих локальних типів Галльштаттської культури характерні особливі форми поховального обряду.
Поховання Галльштаттської культури свідчать про значне соціальне розшарування і виділення племінної знаті.

## Виробництво
Характерні речі: бронзові і залізні мечі з руків'ям у вигляді дзвіночка або у вигляді дуги, зверненої нагору (так звана антена), кинджали, сокирки, ножі, залізні і мідні наконечники списів, бронзові конічні шоломи з широкими пласкими крисами і з гребенями, панцири з окремих бронзових платівок, що нашивалися на шкіру, різноманітної форми бронзові посудини, особливого типу фібули, ліпна кераміка, намиста із непрозорого скла, жовті з синіми вічками.

## Мистецтво
Мистецтво племен Галльштаттської культури було переважно прикладним й орнаментальним й тяжіло до мальовничості, розкоші, достаткового декору; різноманітні прикраси з бронзи, золота, скла, кості, фібули з фігурками звірів, бронзові поясні бляхи з вибитим візерунком, керамічні посудини — жовті або червоні, з поліхромним, урізним або штампованим геометричним орнаментом.
З'явилося й образотворче мистецтво: надгробні стели, статуетки з глини і бронзи, що прикрашали посудини або складали композицію (бронзова колісниця зі Штретвега в Австрії зі сценою жертвоприносини, 800—600 до н. е.); гравіровані або тиснені фризи на глиняних посудинах, поясах і цебрах (сітулах) зображують бенкети, свята, воїнів і хліборобів, ходи людей або звірів, двобої, сцени війни і полювання, релігійні ритуали. 

## Наступна культура
Галльштаттська культура поступово змінювалася у західних районах латенською культурою.